# Via San Matteo
Via San Matteo è una delle via più caratteristiche e importanti del centro storico di San Gimignano, sull'asse nord-sud lungo il quale passava la Via Francigena. Va da piazza del Duomo alla Porta San Matteo.
Lungo la via si formò un quartiere contemporaneamente a quello di via San Giovanni, che venne incluso nelle nuove mura del XIII secolo. Gli edifici che vi si affacciano sono in larga parte nelle forme duecentesche, con una sequenza straordinariamente coerente di strutture medievali.
Partendo da piazza del Duomo si incontrano sulla sinistra le torri gemelle dei Salvucci, poi la torre dei Pettini. Segue il doppio arco della Cancelleria, antica porta cittadina della prima cerchia muraria, seguito sulla destra dal Palazzo della Cancelleria o dei Marsili, edificato tra la fine del Duecento e l'inizio del Trecento e riconoscibile dalle tre porte ad arco e le due bifore con archetti trilobati. 
Poco più avanti, sempre sulla destra, si trova l'antica chiesa di San Bartolo, che anticamente era dedicata a San Matteo e che ha dato il nome alla via. 
La Casa-torre Pesciolini ha un'architettura in stile fiorentino, con due piani di bifore, ed è situata davanti al Palazzo Mori. Più avanti si trovano la Casa Baccinelli e una torre duecentesca mozzata. Poco dopo si incontra l'arco del vicolo del Diacceto e il palazzo Larini, con due bifore al primo piano; anche il vicolo di San Matteo è inquadrato da un passaggio ad arco. Nel tratto successivo si incontrano la casa Francerdelli, con il bugnato al primo piano (XV secolo), la casa Pecori e, in angolo col vicolo della Vergine, il Palazzo Tinacci, composto da due edifici affiancati. Prima della Porta San Matteo (1262) si incontra ancora il palazzo Bonmaccorsi Vichi, che contiene affreschi di Bernardino Poccetti all'interno.

## Altre immagini

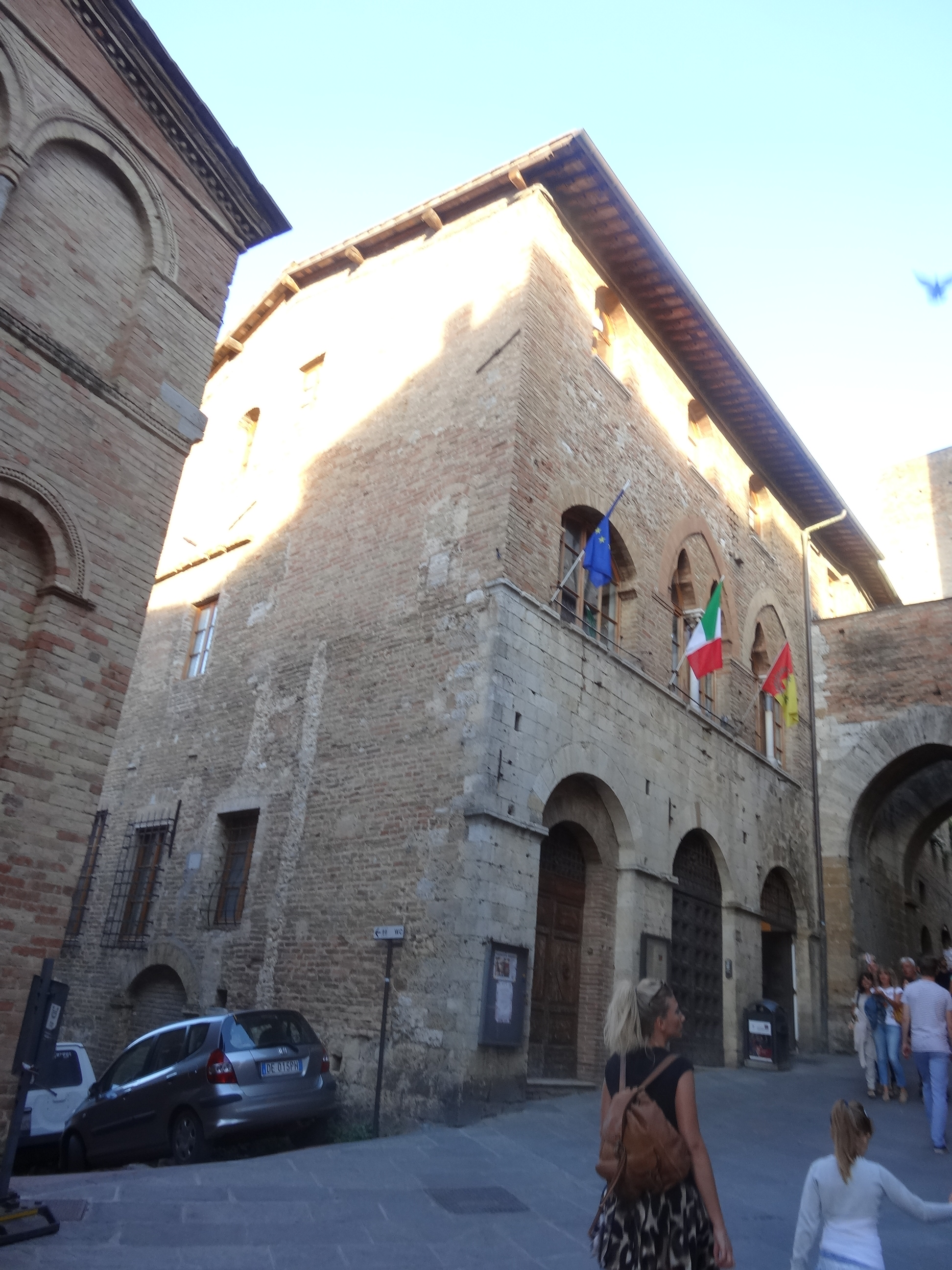
Palazzo della Cancelleria
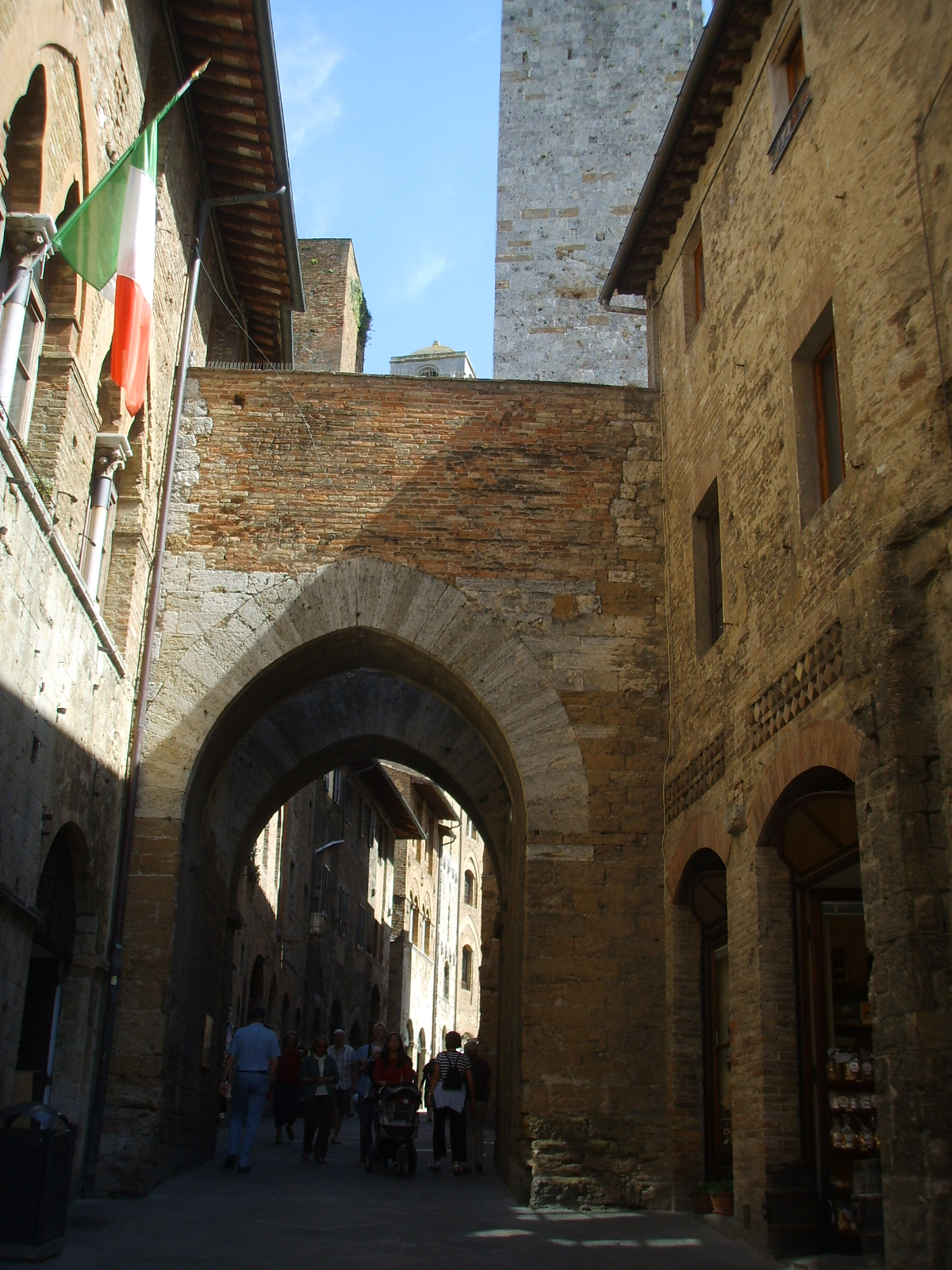
L'arco della Cancelleria
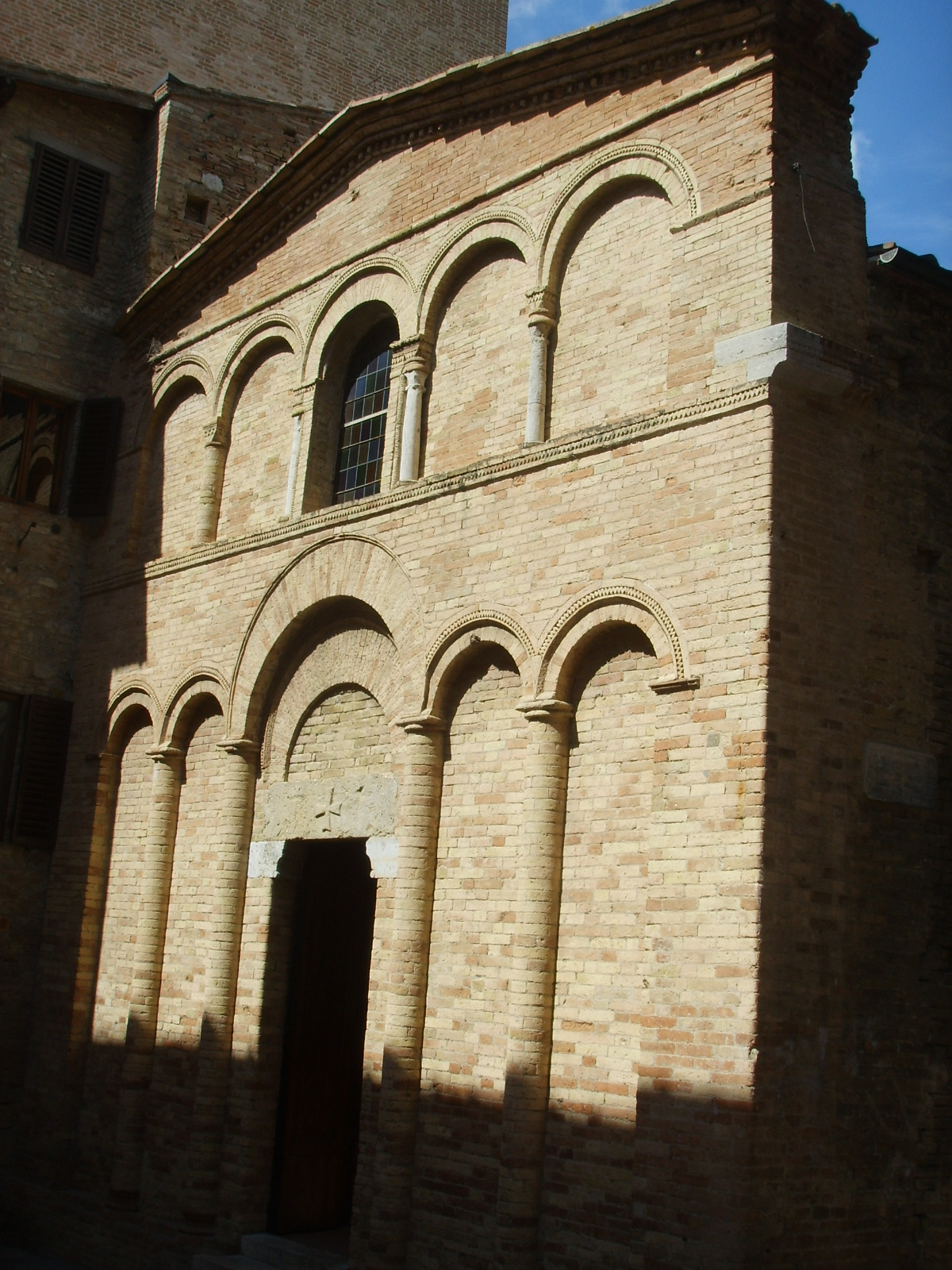
La chiesa di San Bartolo
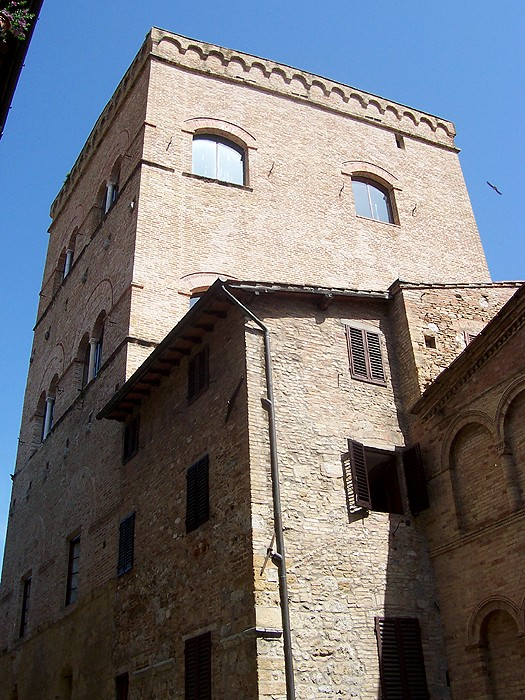
Casa-Torre Pesciolini
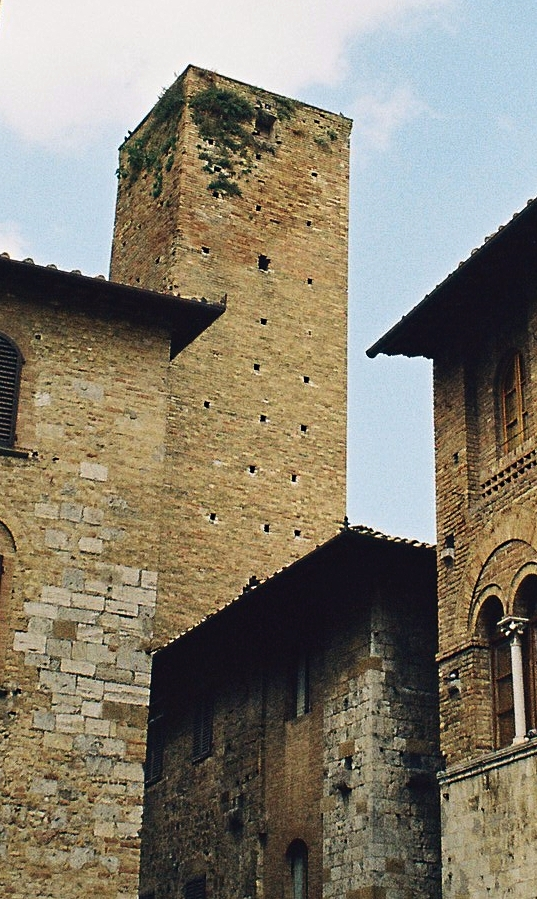
Torre Pettini